# Saint-Thomas-la-Garde
Saint-Thomas-la-Garde là một xã trong tỉnh Loire miền trung nước Pháp.